# Johanna Lüttge
Johanna Lüttge   (Gebesee, 20 de març de 1936 - Leipzig, 14 de novembre de 2022), posteriorment de casada Hübner i Langer, és una atleta alemanya, ja retirada, especialista en el llançament de pes, que va competir durant les dècades de 1950 i 1960.
Durant la seva carrera esportiva va prendre part en tres edicions dels Jocs Olímpics d'Estiu, el 1956, 1960 i 1964. El millor resultat el va obtenir als Jocs de Roma de 1960, on guanyà la medalla de plata en la prova del llançament de pes del programa d'atletisme. Als Jocs de Melbourne de 1956 fou onzena i als de Tòquio de 1964 novena, sempre en la prova del llançament de pes.
Al Campionat d'Europa d'atletisme fou dues vegades quarta, el 1958 i 1962. Entre 1957 i 1960 guanyà quatre campionats nacionals de la RDA del llançament de pes. Entre 1955 i 1960 millorà en disset ocasions el rècord de llançament de pes de la RDA fins a situar-lo en 16,70 metres el 27 d'agost de 1960.

## Millors marques
- Llançament de pes. 17,06 metres (1963)[1][4]